# Stenothoe symbiotica
Stenothoe symbiotica is een vlokreeftensoort uit de familie van de Stenothoidae. De wetenschappelijke naam van de soort is voor het eerst geldig gepubliceerd in 1956 door Clarence Raymond Shoemaker.